# Парашино (Карагайський район)
Парашино (рос. Парашино) — деревня у складі Карагайського району в Пермському краї.

## Географічне положення
Село лежить у східній частині району на відстані приблизно 3,5 кілометра на південний захід прямо від села Рождественськ.

## Клімат
Клімат помірно-континентальний з тривалою сніжною зимою та коротким, помірно-теплим літом. Середня температура липня становить +17,6 °C, січня −15,7 °C. Безморозний період триває 100—130 днів. Період із температурою повітря вище 10 °C становить 115 днів. Середня річна кількість опадів становить 430—450 мм. Стійкий сніговий покрив лягає в середньому з 10 жовтня по 5 листопада, рідше 22 листопада. Найбільша за зиму висота снігового покриву в окремі роки може суттєво відрізнятися, при середніх значеннях (до 20 березня) 50 см у малосніжні та 75—80 см у багатосніжні зими.

## Історія
Село до 2021 року входить до складу Рождєствєнського сільського поселення Карагайського району. Передбачається, що після скасування обох муніципальних утворень увійде до Карагайського муніципального округу.

## Населення
Постійне населення 2002 року становило 21 особу (95 % росіяни), 12 осіб у 2010 році.